# Last Wedding Dress
『Last Wedding Dress』（ラストウェディングドレス）は、上田慎一郎監督による2014年製作の短編映画。2018年10月12日より、『上田慎一郎ショートムービーコレクション』の一篇として劇場公開。

## 製作・公開
八王子市の短編映画祭「八王子Short Film映画祭」出品用に製作された作品。同映画祭主催の八王子日本閣の支援を受けて製作され、本作に登場する結婚式場は八王子日本閣である。2014年11月30日の同映画祭で初公開された。また、2018年11月7日から16日までの期間には、ギャガの動画配信サイト「青山シアター」にて同映画祭の上映作品の1つとして無料配信が行われていた。なお、監督の上田は翌年も同映画祭に参加し、『テイク8』を製作している。
2018年10月からはオムニバス映画『上田慎一郎ショートムービーコレクション』の一篇として劇場公開され、2019年8月28日発売のDVD版にも収録される。
オトホリックによる主題歌「Last Wedding Dress」は音源化されていなかったが、『上田慎一郎ショートムービーコレクション』の劇場公開に合わせ、条件付きで無料配信が行われるようになった。

## ストーリー
貞夫（リーマン・F・近藤）とコトミ（惣角美榮子）はともに70代の老夫婦。ある日、コトミが突然倒れてしまい入院することとなる。入院直前、車椅子で散歩中、貞夫がコトミに何か願いはないかと尋ねると、結婚式場の近くを通ったことから最後にウェディングドレスを着たいと願いを告げる。結婚当時、結婚式を挙げられなかったこともあり、貞夫はコトミにウェディングドレスを着せてやろうと思い立つ。結婚式場に務める孫の悠二（前野朋哉）に、着せてやる相手が誰かは伏せて相談を持ち掛けるなど、貞夫が作戦を練っている内に、朝美（石澤美和）も務める病院に入院しているコトミは容態が悪化してしまう。

## キャスト
- リーマン・F・近藤 - 上田貞夫
- 惣角美榮子 - 上田コトミ
- 甲斐照康 - 上田永吉
- 兼平由佳理 - 上田小百合
- 福田英史 - 福田支配人
- 佐藤もとむ - 佐藤
- 青海衣央里 - 青海
- 牟田浩二 - 二階堂
- 川和昇 - タクシー運転手　※八南交通株式会社代表取締役
- 山本真由美 - 若い新婦
- 山口友和 - 若い新郎
- 井丸かつひこ - 医師
- 遠藤雅幸
- 大野由加里
- 中山雄介 - 若き頃の貞夫
- 高山都 - 若き頃のコトミ
- 小澤美優 - 上田ひより
- 石澤美和 - 上田朝美
- 前野朋哉 - 上田悠二

## スタッフ
- 監督・脚本・編集：上田慎一郎
- プロデューサー：大橋亘
- アシスタントプロデュサー：中山雄介
- 制作：山口友和、石訳智之
- 撮影：曽根剛
  - 撮影助手：中村暢彦、寺山絵里香、吉田心哉
- 録音：宋晋瑞、川村翔太
- 助監督：土岐洋介
- 美術・タイトル絵・絵本：ふくだみゆき
- ヘアメイク：北山久美子
- ウェディングメイク：小磯亜希子
- ウェディング衣装：藤田映里
- 演出部応援：松本純弥、坂川良、山本尚志、八木博之、北原和明、白澤俊一
- 制作部応援：内藤奈採、渡辺裕人、中本悠紀
- スチール：早坂佳美、喜久里周
- CG：川村翔太
- 音楽：永井カイル
- 主題歌：オトホリック「Last Wedding Dress」
  - 主題歌アレンジ協力：小宮山洋介
- 製作：八王子日本閣 -noce ange-
- 制作：PANPOKOPINA、パノラマメトロ

### 受賞歴
- 「第2回 八王子Short Film映画祭」日本閣賞
- 「第13回 中之島映画祭」グランプリ
- 「第1回 あわら湯けむり芸術祭」グランプリ・審査員賞
- 「第19回 TOKYO月イチ映画祭」グランプリ